# Rafík Harírí
Rafik Bahaa El Din Hariri (1. listopadu 1944 Sidon, Libanon – 14. února 2005 Bejrút) byl libanonský politik, obchodník a milionář. Vírou se hlásil k sunnitským muslimům.

## Politická kariéra
Rafik Hariri dvakrát působil jako premiér Libanonu (v letech 1992–1998 a podruhé 2000–2004). Během jeho vlády, která následovala po libanonské občanské válce, se mu podařilo obnovit ekonomiku státu. Poprvé z premiérského postu odešel již v roce 1998, protože odmítal zastávat tento post po zvolení nového prezidenta Emila Lahúda. Poté se však do vlády vrátil a odešel až v říjnu 2004. Haríri pomáhal zlepšovat situaci v Libanonu, založil nadaci, která přispěla několika desítkami milionů na obnovu libanonských nemocnic a škol. Dále finančně podporoval mírovou konferenci v Taifu (Saúdská Arábie), která napomohla k ukončení libanonské občanské války.
Byl zavražděn neznámými útočníky při explozi nálože u projíždějící kolony. Podezření padlo na Sýrii, která měla na území Libanonu rozmístěno několik tisíc svých vojáků a Harírí byl významným představitelem opozice, která žádala jejich stažení.

## Atentát

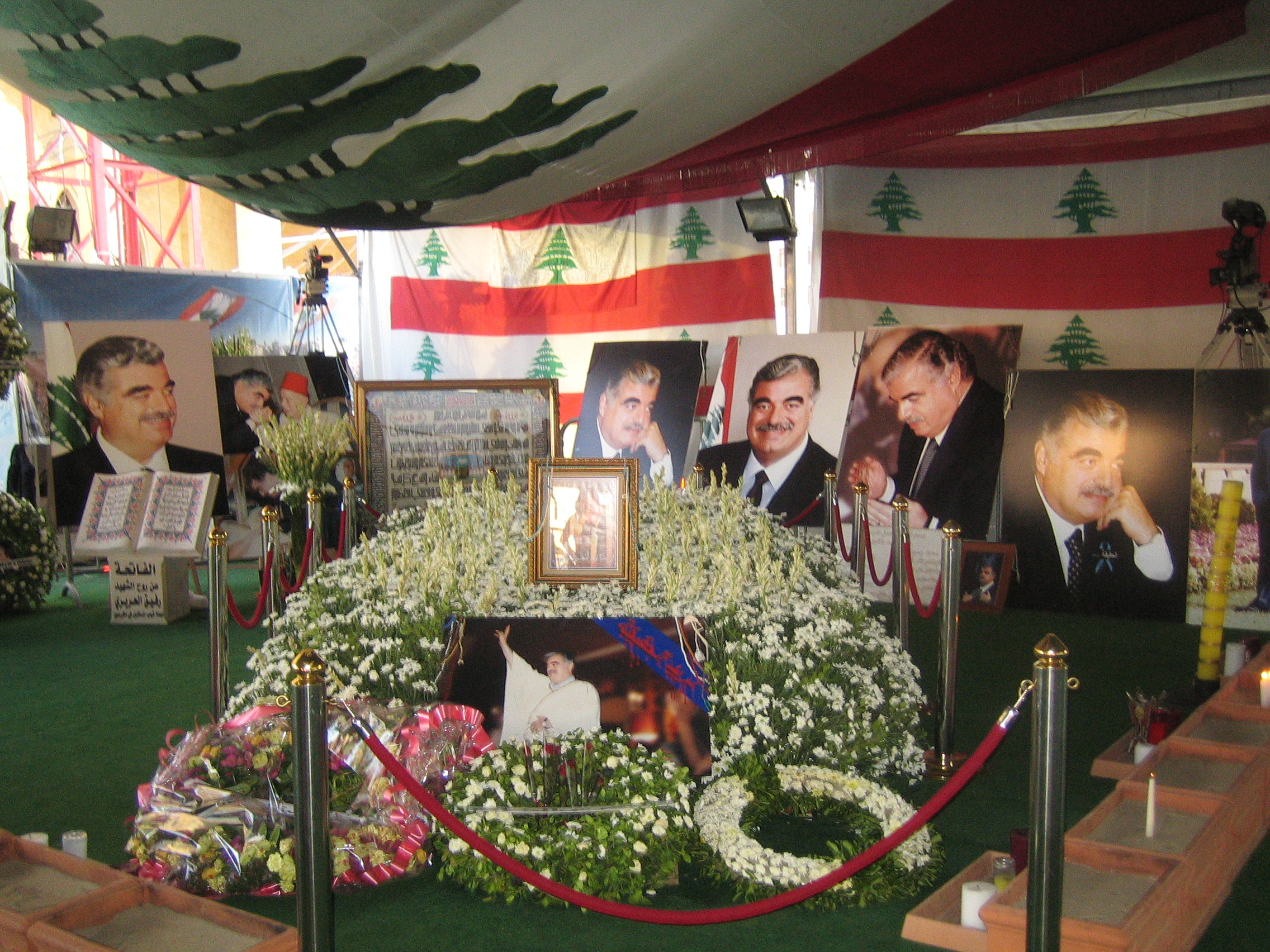
Vzpomínkový památník Rafíka Harírího

Bombový atentát na Rafíka Haríriho se odehrál 14. února 2005 v libanonské metropoli Bejrútu. Bomba byla nastražena v automobilu poblíž hotelu Saint George, který se nachází v komerční zóně Bejrútu. Výbuch zasáhl kolonu devíti vozů, ve které byl také expremiér Haríri, a poškodil mnoho okolních budov a aut. Při explozi bylo spolu s Harírim zabito dalších 22 lidí, včetně dvou bývalých ministrů Harírího vlády Sámira ad-Džisra a Básila Flajhána a dalších 100 lidí bylo zraněno.
1. března 2009 v holandském Haagu zahájil činnost Zvláštní tribunál pro Libanon, jenž má objasnit vraždu Rafíka Harírího. Soud má 60 dní na to, aby požádal Libanon o vydání podezřelých osob a důkazního materiálu. Prokurátor tribunálu Daniel Bellemare u této příležitosti uvedl, že během několika týdnů bude vznesena žádost o vydání hlavních podezřelých, kteří jsou ve vazbě v Libanonu. Těmi jsou bývalý velitel prezidentské gardy Mustafa Hamdán, někdejší šéf policie Alí Hadždž, bývalý velitel vojenské zpravodajské služby Raymond Azar a ředitel všeobecného bezpečnostního výboru Džamil Sajjid.

## Vyznamenání
- velkokříž Řádu trůnu – Maroko, 1995
- velkokříž Řádu zásluh o Italskou republiku – Itálie, 5. listopadu 1997[3]
- velkostuha Řádu krále Fajsala – Saúdská Arábie, 2002
- velkokříž Řádu rumunské hvězdy – Rumunsko, 2002[4]
- velkokříž Řádu osvoboditele generála San Martína – Argentina
- rytíř Řádu čestné legie – Francie
- důstojník Řádu čestné legie – Francie
- velkokříž Řádu čestné legie – Francie
- rytíř Řádu umění a literatury – Francie
- Řád za zásluhy v diplomatických službách speciální I. třídy – Jižní Korea
- velkostuha Národního řádu cedru – Libanon
- komtur Národního řádu cedru – Libanon